# Северка (приток Исы)
Северка — река в Свердловской области. Исток в Сиверском болоте на территории Горноуральского городского округа, впадает в реку Иса возле деревни Северная на территории Верхнесалдинского городского округа. Небольшой участок русла в городском округе Нижний Тагил.
Длина реки 21 километр, площадь водосбора 79,5 км².

## Населённые пункты
На реке расположены посёлки Молодёжный, Ива, деревня Северная. В посёлках на реке имеются небольшие пруды.

## Данные водного реестра
По данным государственного водного реестра России относится к Иртышскому бассейновому округу, водохозяйственный участок реки — Тагил от города Нижний Тагил и до устья, речной подбассейн реки — Тобол. Речной бассейн реки — Иртыш.
Код объекта в государственном водном реестре — 14010501512111200005514.